# Česká kancelář pojistitelů

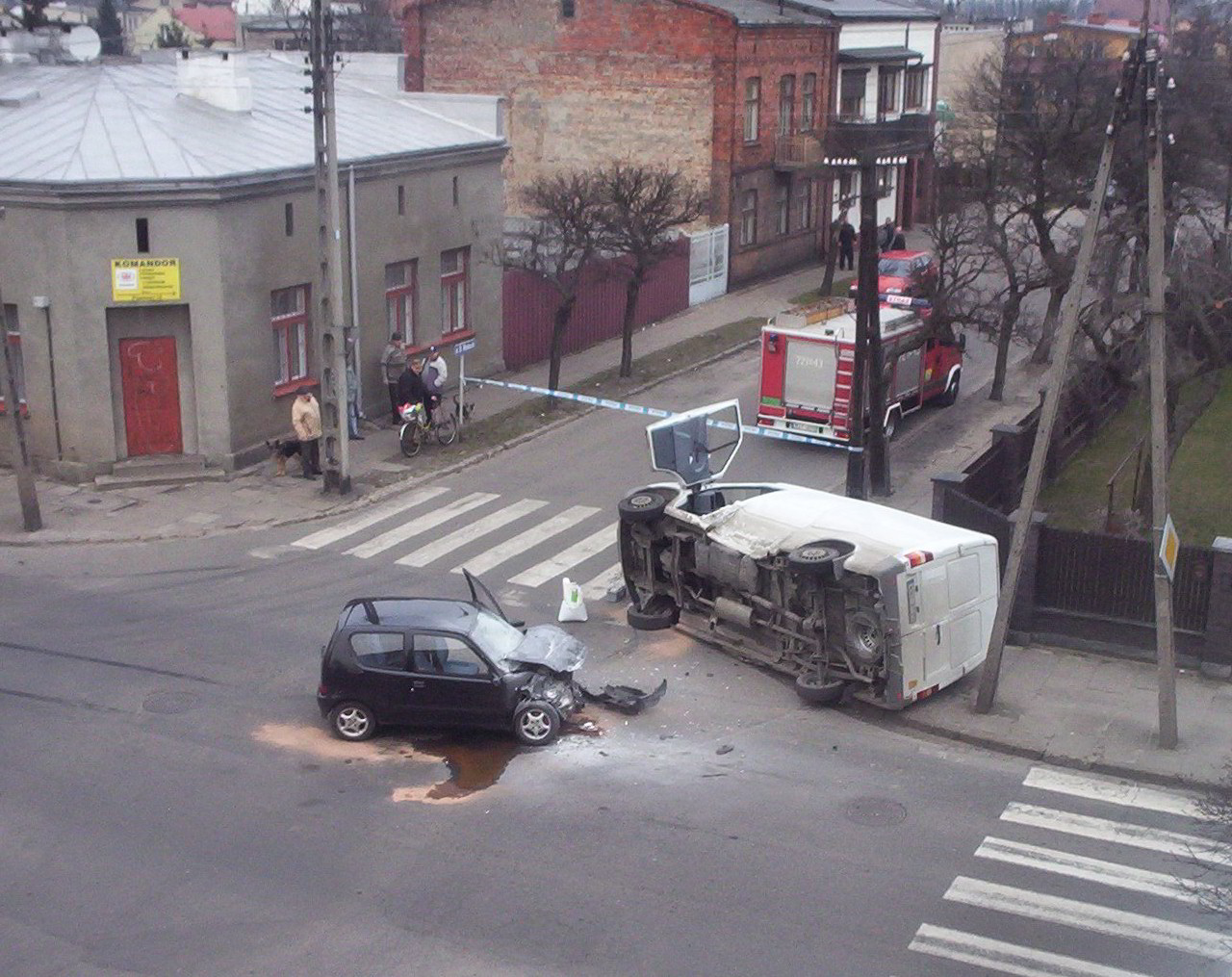
ČKP mj. vyplácí škody v silničním provozu způsobené nepojištěnými vozidly

Česká kancelář pojistitelů (ČKP) je profesní organizace pojistitelů, kteří jsou na území ČR oprávněni provozovat pojištění odpovědnosti z provozu vozidla (tzv. povinné ručení). ČKP byla zřízena jako právnická osoba zákonem č. 168/1999 Sb., o pojištění odpovědnosti z provozu vozidla. Od 1. ledna 2009 vymáhá ČKP příspěvky nepojištěných do garančního fondu, tuto povinnost zavedla novela výše uvedeného zákona. Kontrolu nad chodem ČKP vykonává Česká národní banka.

## Rozsah činnosti ČKP
Česká kancelář pojistitelů v rozsahu stanoveném zákonem:
- spravuje garanční fond,
- spravuje fond zábrany škod,
- provozuje hraniční pojištění a informační středisko,
- zabezpečuje plnění úkolů souvisejících s jejím členstvím v Radě kanceláří,
- uzavírá dohody s kancelářemi pojistitelů cizích států, informačními středisky a orgány pověřenými v jiných členských státech vyřizováním žádostí o náhradní plnění a zabezpečuje úkoly vyplývající z těchto dohod,
- spolupracuje se státními orgány ve věcech týkajících se pojištění odpovědnosti,
- vede evidence a statistiky pro účely pojištění odpovědnosti,
- podílí se na předcházení škodám v provozu na pozemních komunikacích a na předcházení pojistným podvodům v pojištění souvisejícím s provozem vozidel.[1]

Česká kancelář pojistitelů provozuje databázi, ve které lze podle registrační značky vyhledat, u které pojišťovny je na vozidlo sjednaná smlouva. V databázi ale nejsou evidována policejní auta.

### Ve vztahu k poškozeným
ČKP vystupuje ve vztahu k poškozeným (těm, kterým byla provozem vozidla způsobena škoda a mají nárok na pojistné plnění) jako garant a poskytovatel:
- plnění za škodu způsobenou provozem nezjištěného vozidla, za kterou odpovídá nezjištěná osoba; při škodě na věci nebo ušlém zisku pouze tehdy, pokud současně s touto škodou byla poškozenému způsobena i závažná škoda na zdraví a pokud věcná škoda nebo ušlý zisk přesáhl 10 000 Kč,
- plnění za škodu způsobenou provozem vozidla bez pojištění odpovědnosti,
- plnění za škodu způsobenou provozem tuzemského vozidla pojištěného u pojistitele, který z důvodu svého úpadku nemůže uhradit tuto škodu,
- plnění za škodu způsobenou provozem cizozemského vozidla pojištěného hraničním pojištěním,
- plnění za škodu způsobenou provozem cizozemského vozidla, jehož řidiči nevzniká při provozu tohoto vozidla na území České republiky povinnost uzavřít hraniční pojištění,
- náhradního plnění podle § 24a a 24b zákona.[1]

### Ve vztahu k povinným
Ve vztahu k povinným (těm, kteří odpovídají za škodu způsobenou nezjištěným vozidlem nebo vozidlem bez pojištění odpovědnosti) má ČKP právo na náhradu toho, co za povinné osoby plnila.

## Princip garančního fondu
Z garančního fondu ČKP jsou vypláceny náhrady škod poškozeným z dopravních nehod, které byly způsobeny nepojištěnými vozidly. Podle § 24c novely zákona č. 168/1999 Sb. o pojištění odpovědnosti z provozu vozidla vymáhá ČKP od 1. ledna 2009 na vlastnících nebo provozovatelích nepojištěných registrovaných vozidel příspěvky nepojištěných do tohoto fondu za každý den, kdy nebylo jejich vozidlo pojištěno. Při obesílání provozovatelů či vlastníků nepojištěných registrovaných vozidel vychází ČKP z údajů Centrálního registru vozidel (CRV) a dat od pojišťoven. Vzhledem k tomu, že významná část dat od CRV je obsahově nesprávná, dochází někdy k omylu a ČKP obešle s výzvou k úhradě příspěvku nepojištěných do garančního fondu osobu, která má vozidlo pojištěno.
Tento výklad je však poněkud zastaralý. Zákon mluví o provozování vozidla bez pojištění, což si však nesprávně ČKP vykládá. Až rozhodnutí Ústavního soudu IV. ÚS 2221/13 jasně řeklo, že samotné nevyřazení vozidla z evidence vozidel neznamená faktické provozování vozidla, tedy vznik nároku ČKP na příspěvek nepojištěných.

## Fond zábrany škod
ČKP od 1. ledna 2014 spravuje také fond zábrany škod, do kterého odvádí pojišťovny 3 % z přijatého pojistného. Takto získané prostředky jsou následně rozdělovány mezi hasiče, záchranáře a subjekty realizující projekty vedoucí ke zvýšení bezpečnosti na silnicích. Fond zábrany škod byl zřízen Zákonem o pojištění odpovědnosti za škodu způsobenou provozem vozidla.

### Cyklovize 2030
Z tohoto fondu je také podporován pojekt Cyklovize 2030, který se se zaměřuje na vývoj bezpečnější cyklistické infrastruktury. Tento projekt se soustředí na propojení jednotlivých úseků cyklotras tak, aby na sebe navazovaly. Zároveň také zdůrazňuje potřebu zlepšení jejich bezpečnosti tak, aby se předcházelo dopravním nehodám.

## Linka pomoci řidičům 1224
ČKP od roku 2014 také provozuje Linku pomoci řidičům 1224, společný projekt s Českou asociací asistenčních společností.